# Stormbringer
Stormbringer é o nono álbum de estúdio do Deep Purple, lançado em novembro de 1974. Nesse álbum, os elementos de funk e soul, que foram apenas insinuada em Burn, são mais proeminentes, o que incomodou bastante ao guitarrista Ritchie Blackmore, que não era entusiasta destes elementos musicais. Após a turnê européia de divulgação do álbum, Blackmore deixou o grupo em 7 de abril de 1975.

## Faixas
Todas as canções escritas por Ritchie Blackmore, David Coverdale, Glenn Hughes, Jon Lord e Ian Paice, exceto as anotadas.

### Lado Um
1. "Stormbringer" (Blackmore, Coverdale) – 4:03
2. "Love Don't Mean A Thing" – 4:23
3. "Holy Man" (Coverdale, Hughes, Lord) – 4:28
4. "Hold On" (Coverdale, Hughes, Lord, Paice) – 5:05

### Lado dois
1. "Lady Double Dealer" (Blackmore, Coverdale) – 3:19
2. "You Can't Do It Right (With the One You Love)" (Blackmore, Coverdale, Hughes) – 3:24
3. "High Ball Shooter" – 4:26
4. "The Gypsy" – 4:13
5. "Soldier of Fortune" (Blackmore, Coverdale) – 3:14

### Faixas bônus do 35º aniversário
1. "Holy Man" (Glenn Hughes Remix) - 4:32
2. "You Can't Do It Right" (Glenn Hughes Remix) - 3:27
3. "Love Don't Mean A Thing" (Glenn Hughes Remix) - 5:07
4. "Hold On" (Glenn Hughes Remix) - 5:11
5. "High Ball Shooter" (instrumental) - 4:30

## Créditos
- David Coverdale - vocal
- Ritchie Blackmore - guitarra
- Glenn Hughes - baixo, vocal de apoio
- Jon Lord - orgão, teclados
- Ian Paice - bateria

### Créditos adicionais
- Gravado no Musicland Studios, Munique em agosto e mixado no The Record Plant, Los Angeles durante setembro de 1974
- Engendrado por Martin Birch; assistida por Mack e Hans
- Mixado por Martin Birch e Ian Paice; assistida por Gary Webb e Garry Ladinsky
- Produzido por Deep Purple e Martin Birch
- "Edição do 35º aniversário" foi digitalmente masterizado e remasterizado por Peter Mew no Abbey Road Studios, Londres
- Os remixes da "edição do 35º aniversário" foram mixados por Glenn Hughes com Peter Mew no Abbey Road Studios, Londres, 3 de novembro de 2006
- "High Ball Shooter" (instrumental) foi mixado por Gary Massey no Abbey Road Studios, Londres, abril de 2002
- Qualidade original mixado por Gary Ladinsky na The Record Plant, outubro de 1974
- Reformatado para som acerca de 5.1 por Peter Mew no Abbey Road Studios, Londres, fevereiro de 2008